# Kochówka
Kochówka – typ budynku mieszkalnego, wznoszonego w latach trzydziestych XX w. na terenie Prus Wschodnich. Budynki te przeznaczone były dla uboższych warstw ludności.